# Phaneroptera albida
Phaneroptera albida är en insektsart som beskrevs av Walker, F. 1869. Phaneroptera albida ingår i släktet Phaneroptera och familjen vårtbitare. Inga underarter finns listade i Catalogue of Life.